# Огур
Огур — село в Балахтинском районе Красноярского края России. Административный центр Огурского сельсовета.

## География
Село расположено на расстоянии 23 км к востоку от посёлка городского типа Балахта, административного центра района.

## Население
| 1989 | 2002 | 2010 |
| ---- | ---- | ---- |
| 831  | ↘828 | ↘682 |

### Гендерный состав
По данным Всероссийской переписи населения 2010 года, в селе проживало 682 человека (335 мужчин и 347 женщин).